# أناتولي تشوبايس
أناتولي تشوبايس (الروسية: Анатолий Борисович Чубайс) ويطلق عليه الروس كذلك أسماء كثيرة منها: الحاخام الاقتصادي، والكاوبوي الأمريكي في البراري الروسية، والكاردينال الأشقر. عمل مديراً لمكتب الرئيس الروسي السابق يلتسن، ثم قفز إلى منصب النائب الأول لرئيس الوزراء في حين كان النائب الثاني هو يهودي أيضاً اسمه نيمتسوف يبلغ من العمر 32 عاماً، والذي اشترط لقبول المنصب أن يكون على اتصال مباشر بالرئيس، أي أنه لا يخضع لرئيس الوزراء، كما هو الحال مع تشوبايس، وقد قدم يلتسن تشوبايس على أنه منقذ روسيا، إثر تعيينه كنائب أول لرئيس الوزراء في فبراير 1997، وقد رد البرلمان الروسي على تعيين تشوبايس: «بأن يلتسن وجه تحدياً مباشراً للرأي العام الروسي». وجاء في قرار البرلمان الروسي أن اسم تشوبايس مرتبط بأزمة الاقتصاد الروسي والنظام المالي ونهب الملكية الوطنية تحت غطاء التخصيص الذي أدى إلى بؤس وشقاء الملايين من الروس. وطالب النواب الروس بتسريع عمليات التحقيق في قضيتين تطالان تشوبايس، الأولى تتعلق بتمويل الحملة الانتخابية ليلتسن عام 1996، والثانية تتعلق بالوضع الضريبي لتشوبايس. وتؤكد المعارضة الروسية أن تشوبايس باع روسيا لصندوق النقد الدولي، ويصفه الروس بسمكة القرش، وهو الذي يقود اللوبي الصهيوني في روسيا، ولتشوبايس علقاة متينة مع المافيا الروسية والإسرائيلية، وبواسطة المافيا يقوم بإفساد كبار المسؤولين الروس ويسعى لتوريطهم وانغماسهم في العبث واللهو. وقد اتضح أن وزير العدل الروسي فالنتين كوفاليوف الذي ظهر عارياً وسط العاريات في أحد النوادي الليلية في موسكو له علاقة وطيدة بتشوبايس، وبيوربيس بيريزوفسكي، وقد ضُبط هذا الوزير عارياً في منزل أحد زعماء المافيا المرتبطين بإسرائيل، ونظراً لسلوك تشوبايس وقيامه بتدمير الاقتصاد الروسي فقد طالبت المعارضة الروسية بطرد تشوبايس من جميع مناصبه بعد فضيحة الكتاب التي تورط فيها مع عدد من كبار المسؤولين الذين تلقوا مبالغ طائلة لتأليف كتاب عن الخصخصة في روسيا، وأكدت المعارضة الروسية أن بدل الأتعاب التي تقاضاها تشوبايس وشلته ليست سوى رشوة، لأنها جاءت من دار نشر هي عبارة عن فرع لمصرف يسعى لشراء حصص تابعة لمؤسسات حكومية روسية معروضة للبيع، ولكن يلتسن تمسك بتشوبايس، وبعد فترة اضطر إلى عزله وعينه مديراً لشركات الطاقة الكهربائية ومندوباً روسياً مهمته مفاوضة البنوك الدولية لتأمين المزيد من القروض لروسيا ومنحه يلتسن درجة نائب رئيس الوزراء.

## روابط خارجية
- أناتولي تشوبايس على موقع IMDb (الإنجليزية)
- أناتولي تشوبايس على موقع الموسوعة البريطانية (الإنجليزية)
- أناتولي تشوبايس على موقع مونزينجر (الألمانية)
- أناتولي تشوبايس على موقع إن إن دي بي (الإنجليزية)
- أناتولي تشوبايس على موقع قاعدة بيانات الفيلم (الإنجليزية)